# Wu Hao
Wu Hao (Pechino, 19 febbraio 1983) è un ex calciatore cinese, di ruolo difensore.